# دومینیک لیواکویچ
دومینیک لیواکویچ (کرواتی: Dominik Livaković؛ زادهٔ ۹ ژانویهٔ ۱۹۹۵) دروازه‌بان فوتبال اهل کرواسی است.
از باشگاه‌هایی که در آن بازی کرده‌است می‌توان به فنرباغچه اشاره کرد.